# Kenneth Scott Latourette
Kenneth Scott Latourette (* 6. August 1884 in Oregon City; † 26. Dezember 1968 ebenda) war US-amerikanischer, baptistischer Sinologe, Historiker und Missionswissenschaftler. Sein bekanntestes Werk wurde unter dem Titel History of the Expansion of Christianity (1937–1945) veröffentlicht.

## Leben
Der Sohn des Rechtsanwaltes DeWitt Clinton Latourette und der Lehrerin Rhoda (Scott) Latourette studierte am Linfield College in Oregon, welches er 1904 mit dem Bachelor of Science abschloss. Danach schloss sich bis 1907 ein Geschichtsstudium an. Von 1910 bis 1912 arbeitete er in der Niederlassung der Universität in Changsha, China. Aufgrund einer Erkrankung kehrte Latourette in die Vereinigten Staaten zurück und lehrte an verschiedenen Universitäten, u. a. ab 1914 am Reed College in Portland und ab 1916 an der Denison University in Granville (Ohio). 1918 wurde er als baptistischer Geistlicher ordiniert und wirkte seitdem nebenamtlich als Hochschulpfarrer. 1921 wurde er Professor für Missionswissenschaft an der Yale University in New Haven, wo er 1949 die Sterling-Professur für Missions- und orientalische Geschichte erhielt. 1953 wurde er emeritiert.
Latourette gehörte zahlreichen wissenschaftlichen und kirchlichen Vereinigungen an, u. a. der American Academy of Arts and Sciences, der er 1948 als Präsident vorstand. Siebzehn Universitäten zeichneten ihn mit Ehrendoktorwürden aus.

## Veröffentlichungen (Auswahl)
- The development of China. Houghton Mifflin, Boston 1917.
- The Development of Japan. Macmillan, New York 1918.
- A history of Christian missions in China, 1929.
- A Short History of the Far East. Macmillan, New York 1946.
  - Geschichte des Fernen Ostens in den letzten hundert Jahren. Metzner, Frankfurt a. M. 1959.
- A History of modern China. Penguin, London 1954.
  - Geschichte des modernen China. Goldmann, München 1963.
- The Chinese, their history and culture, 1934, erweiterte Auflage 1945.
- A History of the Expansion of Christianity, I-VII, New York 1937–1945.
  - Geschichte der Ausbreitung des Christentums. Vandenhoeck & Ruprecht, Göttingen 1956 (zusammenfassende deutsche Übersetzung von Richard M. Honig).
- Christianity in a revolutionary age: A history of Christianity in the nineteenth and twentieth centuries. Bde. I–V. Harper & brothers, New York 1958–1962.